# 이재교 (1960년)
이재교(李在敎, 1960년 6월 3일 ~ )는 대한민국의 학자이자, 법조인이다. 2007년 3월부터 인하대학교 법학대학원 교수로 있었고, 현재는 세종대 법학과 교수이다. 뉴라이트닷컴의 편집위원장이자, 자유주의연대 대표위원회 부위원장 겸 총무국 국장이다.

## 이력
1984년 제26회 사법시험에 합격하였고, 1985년 연세대학교에서 학사 학위 취득하고, 2002년 인디애나대학교 석사를 거쳐, 2004년 인디애나대학교 대학원 박사를 수료하였다.
2004년 자유주의연대의 대표위원회 부위원장 겸 총무국 국장, 2008년 9월 30일 공정언론시민연대 공동대표위원장 등을 맡아서 활동하고 있다.
2009년 6월 인하대학교 교수를 그만두고 변호사로 활동하였다.
2017년 9월 세종대 법학과 교수로 재직중이다.